# 波多野桃子
波多野 桃子（はたの ももこ、1993年2月19日 - ）は、日本の女優（元子役）、声優。東京都出身。スペースクラフト東京児童劇団から2010年にプロマージュに移籍した。

## 人物
趣味は油絵、テニス、「電気屋さんで冷蔵庫を覗くこと」。特技はダンス。

## 出演
太字はメインキャラクター。

### ダンス
- サンリオピューロランド「夜は楽しまナイト」ゲストダンサー
- a-nationオープニングアクトダンサー
- 後楽園ラクーア「SWEETS」イベントオープニングダンサー

### 舞台
- イマジンミュージカル「アルプスの少女ハイジ」
- エステー化学ミュージカル「赤毛のアン」

### テレビアニメ
- 『砂沙美☆魔法少女クラブ』（2006年、WOWOW）穂積真琴 役[2][3]

### ラジオ
- 富士見ティーンエイジファンクラブ（ラジオ大阪、2006年4月9日 - 2008年3月30日)

### インターネットTV
- 「オトノバロン」アシスタント

### テレビ
- 水10! ワンナイR&R〜もんじゃろ学園物語（フジテレビ）生徒役レギュラー
- ちゅろすでCHU!（BSデジタル ch.999）
- 本当は怖い家庭の医学（テレビ朝日）再現VTR
- 行列のできる法律相談所 （日本テレビ）再現VTR
- 奇跡体験!アンビリバボー（フジテレビ）再現VTR

### 映画
- 『間宮兄弟』（2006年、森田芳光監督）
- 『収穫』　松井千代 役（2009年、監督・脚本：粟津慶子）
- 『恐怖』　理恵子 役（2010年、高橋洋監督）
- 『電撃』　キョウコ 役（2011年、渡辺あい監督）

### スチル・雑誌
- ベネッセ「進研ゼミ チャレンジ」表紙
- 東京個別指導学院 パンフレット他

### CM
- 住商フルーツ『甘熟王』ナレーション
- 東京ディズニーシー『タワー・オブ・テラー』
- 出光興産『アグリバイオ編』

### CD
- 砂沙美☆魔法少女クラブ 〜スクールデイズ〜 サウンド&ドラマ
- 砂沙美☆魔法少女クラブ 〜ウィッチランド〜 サウンド&ドラマ

### DVD
- 砂沙美☆魔法少女クラブ シーズン1 1〜5
- 砂沙美☆魔法少女クラブ シーズン2 1〜5